# 比兰·莫罗斯
比兰·莫罗斯（西班牙語：Viran Morros，1983年12月15日—），西班牙男子手球运动员。他曾代表西班牙国家队参加2012年和2020年夏季奥林匹克运动会手球比赛，其中2020年奥运会获得一枚铜牌。